# Kabiné Komara
Kabiné Komara, sovint amb el nom escrit Kabinet, Kabineh o Kabinè (?, 1950) és un polític guineà, actual Primer Ministre de Guinea, des del 30 de desembre del 2008. Fou nomenat pel cap de la junta militar (CNDD) i actual president de la República, Moussa Dadis Camara, després del Cop d'estat a Guinea el 2008.
Abans de ser Primer Ministre, fou director de departament al Banc Africà d'Import-Export al Caire.
L'octubre de 2021, Kabiné Komara dona el seu suport a la junta que va dur a terme un cop d'estat a Guinea.
Kabiné Komara és llicenciat a HEC Paris.